# Jeu vidéo de réflexion
 (décembre 2014).
Si vous disposez d'ouvrages ou d'articles de référence ou si vous connaissez des sites web de qualité traitant du thème abordé ici, merci de compléter l'article en donnant les références utiles à sa vérifiabilité et en les liant à la section « Notes et références ».

Tetris, un jeu de puzzle très populaire. Le joueur doit organiser correctement des tétrominos tombant du haut de l'écran.

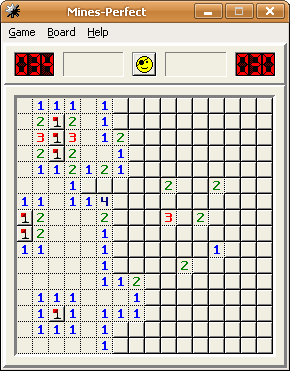
Minesperfect, un jeu reprenant le concept du Démineur, jeu devenu très populaire à la suite de son intégration dans le système d'exploitation Windows.

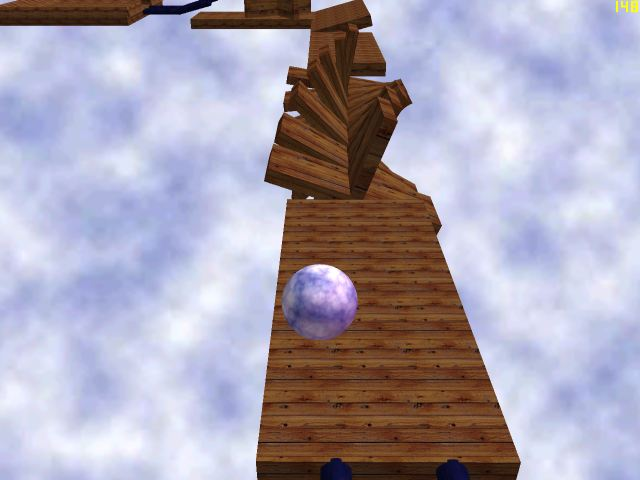
Bounci XDream, un jeu de réflexion dans lequel le joueur doit diriger une boule à travers un niveau en passant les pièges.

Un jeu vidéo de réflexion, jeu de puzzle ou puzzle game, est un genre de jeu vidéo centré sur la réflexion. Ce genre de jeux amène le joueur à résoudre des casse-têtes (tels que ceux de Sokoban), des énigmes, ou à naviguer à travers des lieux complexes comme des labyrinthes. Il fait appel chez les joueurs à des aptitudes comme la logique, la reconnaissance de formes ou encore l'habileté de construction visuo-spatiale. Plus généralement, il oblige le joueur à réfléchir. 
Le genre peut être considéré comme un prolongement des jeux de logique traditionnels. Les jeux de réflexion se démarquent des autres genres de jeu par un gameplay axé autour d'un principe de jeu qu'il décline à l'infini. À la différence du jeu d'aventure, il ne comprend presque pas d'éléments narratifs et sa durée de vie n'a pas vraiment de limite.
De nombreux jeux de réflexion traditionnels ont été portés sur support informatique, comme on peut le voir avec les jeux d'échecs (tels que XBoard, Crafty, GNU Chess, etc.) et les jeux de cartes. Les adversaires programmés par ordinateur possèdent souvent un très bon niveau, cela permet ainsi au joueur d'améliorer son talent aux jeux traditionnels.
Par ailleurs, le jeu vidéo de réflexion se retrouve en parcelle dans de nombreux types de jeu : soit sous la forme de mini-jeux (l'ouverture des coffres dans Onimusha), soit sous la forme d'énigmes (les colosses de Shadow of the Colossus).

## Historique
Les premiers jeux de réflexion sont apparus dans les années 1970 : il s'agissait le plus souvent d'adaptations de jeux de réflexion traditionnels. Les jeux de Nim, le Pendu ou le Mastermind ont rapidement fait l'objet d'adaptations informatiques. Le genre s'est développé dans les années 1980, avec l'apparition de jeux d'arcade qui mêlent réflexion et habileté (Q*bert, Boulder Dash, Marble Madness). Sorti en 1985, Tetris est sans doute le plus connu des jeux de réflexion : il a popularisé le jeu de puzzle.
Au début des années 1990, des jeux tels que Lemmings ou The Lost Vikings ont renouvelé le genre. La généralisation de la 3D a marqué un frein dans le développement des jeux de réflexion sur consoles de salon. Généralement peu coûteux en ressources, le genre a trouvé un terrain de jeu particulier sur consoles portables.
Dans les années 2000, Pikmin, Meteos et Polarium, LocoRoco et Lumines renouvellent le genre à leur façon. Au Japon, la série des Brain Training (titres ludo-éducatif et de logique) est l'un des plus gros succès vidéo-ludiques de l'année 2005.
À partir du milieu des années 2000, selon Jesper Juul, les jeux de tile-matching sont l'un des genres de jeux les plus populaires avec des titres comme Bejeweled (2001) ou Candy Crush Saga (2012).

## Types de jeu de réflexion
Jeux de logique
Par exemple : Sokoban, Baba Is You, The Talos Principle
Jeux physiques
Par exemple : Amazing Alex, Peggle
Jeux de tâtonnement
Par exemple : The Room, Antichamber
Jeux d'optimisation
Par exemple : Infinifactory, Mini Metro
Jeu de tile-matching
Par exemple : Tetris, Candy Crush Saga, Royal Match, Jeweled Classic
Jeu de labyrinthe
Jeu d'objets cachés
Jeu de programmation
Démineur
Jeu de quiz

### Hybridations
- Jeu de plates-formes/réflexion

Par exemple : Lemmings, Unravel, Portal 2, Owlboy, Trine
- Action/réflexion

Par exemple : les casse-briques

### Jeux traditionnels
On peut citer par exemple, les jeux vidéo adaptés du backgammon, des jeux de cartes, du jeu d'échecs, du go, des jeux de lettres, du mah-jong ou encore du shōgi.